# Ноблборо (Мен)
Ноблборо (англ. Nobleboro) — місто (англ. town) в США, в окрузі Лінкольн штату Мен. Населення — 1791 особа (2020).

## Демографія
Згідно з переписом 2010 року, у місті мешкали 1643 особи в 714 домогосподарствах у складі 471 родини. Було 1106 помешкань
Расовий склад населення:
| - 98,4 % — білих - 0,5 % — корінних американців - 0,4 % — азіатів - 0,1 % — чорних або афроамериканців |

До двох чи більше рас належало 0,5 %. Частка іспаномовних становила 0,2 % від усіх жителів.
За віковим діапазоном населення розподілялося таким чином: 20,0 % — особи молодші 18 років, 60,9 % — особи у віці 18—64 років, 19,1 % — особи у віці 65 років та старші. Медіана віку мешканця становила 46,9 року. На 100 осіб жіночої статі у місті припадало 98,2 чоловіків;  на 100 жінок у віці від 18 років та старших — 90,3 чоловіків також старших 18 років.
Середній дохід на одне домашнє господарство  становив 71 626 доларів США (медіана — 59 348), а середній дохід на одну сім'ю — 79 601 долар (медіана — 64 750). Медіана доходів становила 46 477 доларів для чоловіків та 34 000 доларів для жінок. За межею бідності перебувало 7,5 % осіб, у тому числі 10,6 % дітей у віці до 18 років та 4,4 % осіб у віці 65 років та старших.
Цивільне працевлаштоване населення становило 866 осіб. Основні галузі зайнятості: освіта, охорона здоров'я та соціальна допомога — 30,8 %, роздрібна торгівля — 13,7 %, науковці, спеціалісти, менеджери — 11,3 %, будівництво — 9,9 %.